# 牛筋条属
牛筋条属（學名：Dichotomanthus）為植物界之一植物屬，屬下僅有一種，分佈於雲南和四川。該植物於植物分類表上，歸於被子植物門（Angiospermae）薔薇亞綱（Rosidae）蘋果亞科（Pomoideae），同科者尚有木瓜屬（Chaenomeles Lindl）、梨屬（Pyrus L.）等等。

## 下属物种
- 牛筋条 Dichotomanthus tristaniaecarpa

## 外部連結
- 植物通[永久]